# دوري كرة القدم النرويجي الدرجة الأولى للسيدات 2017
دوري كرة القدم النرويجي الدرجة الأولى للسيدات 2017 (بالنرويجية: 1. divisjon fotball for kvinner 2017)‏ هو موسم من دوري كرة القدم النرويجي الدرجة الأولى للسيدات ‏. فاز فيه نادي لين.